# Sanktuarium Matki Bożej Pocieszenia w Borku Wielkopolskim
Sanktuarium Matki Bożej Pocieszenia w Borku Wielkopolskim, nazywane również Sanktuarium na Zdzieżu - rzymskokatolicki kościół parafialny w mieście Borek Wielkopolski. Mieści się przy ulicy Zdzież, w miejscu, gdzie dawniej wznosiły się trzy kościoły. Od roku 1662 trwa tu wzmożony ruch pielgrzymkowy.

## Historia
Pierwszy kościół w tym miejscu powstał z drewna modrzewiowego w okresie 1390-1393. W jego wnętrzu umieszczono obraz Matki Boskiej Pocieszenia, autorstwa nieznanego artysty wiejskiego. Legenda mówi, że podczas wznoszenia świątyni, niewidomy Jan Żołędniak z Borku poprosił o wodę ze źródła, które znajdowało się w tym miejscu. Po przemyciu oczu odzyskał wzrok. Wieść szybko rozeszła się po okolicy, przyciągając mnóstwo ludzi, w tym Pawła Zimnego z Trzecianowa, który tamtego wieczora doświadczył objawienia niewiasty. Ona zaapelowała do niego, aby się modlił i pracował na chwałę Bożą. Od tego czasu, co jakiś czas, niewidomi odzyskiwali wzrok po zetknięciu się z tym miejscem. Historie o przypadkach odzyskania wzroku przez niewidomych rozprzestrzeniły się szybko. W związku z tym, postanowiono przenieść kościół bardziej na północ, tak aby źródełko znalazło się za dużym ołtarzem, w prezbiterium. To miało podkreślić znaczenie tego miejsca i umożliwić łatwiejszy dostęp do niego dla wiernych pragnących odzyskać wzrok.
W roku 1423 spłonął drewniany kościół w mieście. Udało się ocalić jedynie obraz i rzeźbę Matki Boskiej. W okresie 1427–1428 wzniesiono nowy, większy drewniany kościół na Zdzieżu. Kiedy miasto Zdzież zostało przeniesione na Borek, obraz Matki Boskiej przemianowano na Matkę Boską Borecką i ta nazwa przetrwała do dziś. W 1601 roku Borek został dotknięty powodzią, która spowodowała zagrożenie zawaleniem kościoła. Wówczas ówczesny proboszcz, ksiądz Felis Durewicz, podjął decyzję o rozebraniu tego kościoła i zastąpieniu go kolejną drewnianą świątynią. Nowa budowla została ukończona w 1627 roku, ale niestety również ona wkrótce uległa pożarowi.
W latach 1635–1655 przystąpiono do konstrukcji obecnego, czwartego kościoła na Zdzieżu. Nadzór nad tym projektem sprawował zaproszony przez ówczesnego proboszcza, księdza Feliksa Durewicza, włoski architekt Albin Fontana. W źródłach można również napotkać inne nazwisko związane z tym projektem: Krzysztof Bandura starszy.
Głównym fundatorem kościoła był Stanisław Przyjemski, a budowy wspierały wszystkie stany dawnej Rzeczypospolitej: szlachta, mieszczanie oraz lud wiejski. Ksiądz Durewicz nie dożył zakończenia budowy kościoła i zmarł 2 stycznia 1642 roku. Po jego śmierci proboszczem został ksiądz Adam Budziecki, który zaraz po objęciu parafii kontynuował budowę aż do ukończenia.
Poświęcenie świątyni udaremnił najazd szwedzki w 1655 roku. Ze względów bezpieczeństwa cudowny obraz został wywieziony na Śląsk do klasztoru cysterek w Trzebnicy. Proboszcz Budziecki zmarł 8 grudnia 1656 roku i został pochowany w kościele zdzieskim przed wielkim ołtarzem. Jego następcą został Jan Trzemiński, który zadbał o powrót cudownego obrazu i doprowadził do poświęcenia świątyni. To wielkopomne wydarzenie miało miejsce 20 października 1657 roku, kiedy biskup Wojciech Tolibowski dokonał poświęcenia murowanego, ogromnego Kościoła Pod Wezwaniem Pocieszenia Matki Bożej i Świętego Filipa Neri.
W grudniu 1716 roku świątynia została obrabowana przez Moskali. Proboszcz Stanisław Szymon Liziński naprawił zniszczenia, wyremontował ją i pokrył ściany freskami. Rozebrał też trzy ołtarze (główny i boczne: Świętego Filipa Neri i Świętego Jana z Kęt), a w ich miejsce wstawił nowe, częściowo pozłacane ołtarze murowane. 
2 lipca 1931 roku odbyła się uroczysta koronacja obrazu, której dokonał Prymas Polski, ksiądz August Hlond. Mieszkańcy Borku ofiarowali złote obrączki i szlachetne kamienie, a złote korony zostały wykonane przez firmę złotniczą W. Szulca z Poznania.
Ta wielka uroczystość była zasługą proboszcza Stanisława Pawłowskiego, który pełnił tę funkcję przez ponad trzy dekady, od 1925 do 1957 roku. Pod jego inspiracją, parafianie postanowili ufundować nowe dzwony oraz przeprowadzili remont wnętrza kościoła. Jednak losy parafii były trudne, zwłaszcza w czasie II wojny światowej. Wtedy to, ze względu na działania wojenne, księdza Pawłowskiego wydalono z parafii, a kościół został zamknięty. Niemieccy okupanci opróżnili świątynię z wartościowych wotów i cennych przedmiotów kultu, zabierając również dzwony, zegar i organy. Jednakże dzięki odwadze ks. Pawłowskiego udało się ukryć obraz Matki Boskiej oraz prywatne korony w jego mieszkaniu. Po zakończeniu wojny, po 25 stycznia 1945 roku, te cenne przedmioty powróciły do świątyni, a dzięki determinacji proboszcza kościół został ponownie przywrócony parafianom.

## Architektura
Kościół trzynawowy z wysoką wieżą od zachodu, zbudowany 1599–1651 według projektu Albina Fontany. Nawa poprzeczna z kaplicami na zakończeniu ramion dobudowana w 2 połowie XVIII wieku. W wieży barokowy portal z terakotową płaskorzeźbą w medalionie, Białym Orłem, Pogonią i godłem Akademii Krakowskiej 1635–1655. W ścianie frontowej epitafia księży Adama Perlikowskiego (zmarłego w 1763) i Józefa Stoińskiego (zmarłego w 1771). W kruchcie trzy obrazy malowane na tle Borku Wielkopolskiego z postaciami szlachty w kontuszach i młynarzem przy młynie. Wnętrze z wyposażeniem barokowym i rokokowym. Ściany i sklepienie ozdobione sztukateriami.  
W kaplicy po stronie północnej dwie późnogotyckie rzeźby: św. Anna ucząca czytać Najświętszą Pannę Marię i Pietà. Oryginalna ambona w kształcie kuli ziemskiej. W ołtarzu nawy poprzecznej obraz Anioła Stróża pędzla J. Gładysza z 1790. Liczne epitafia.
W ołtarzu głównym znajduje się obraz Madonny z Dzieciątkiem (zwanym obrazem Matki Boskiej Boreckiej) z 3 ćwierci XVI wieku (prawdopodobnie z lat 1550-1575). Obraz był koronowany 2 lipca 1931 roku przez kard. Augusta Hlonda. Obraz ma wymiary 1,25 x 1,15 metrów. Oryginalny wizerunek Matki Boskiej Boreckiej namalowany był na desce cyprysowej.